# Patto di servizio
Il patto di servizio è uno strumento utilizzato dai centri per l'impiego per formalizzare un accordo con disoccupati ed occupati sul progetto personale scelto, sia esso un sostegno all'inserimento lavorativo ovvero la partecipazione ad un percorso formativo.
Il Patto di servizio si rivolge a:
- lavoratori licenziati per crisi aziendali o occupazionali da aziende non comprese nel campo di applicazione della CIG;
- lavoratori licenziati per crisi aziendali o occupazionali da imprese artigiane o da agenzie di somministrazione che hanno personale in missione presso imprese del settore artigiano;
- lavoratori apprendisti licenziati per crisi aziendali o occupazionali;
- lavoratori co. co. co. e co. co. pro. licenziati;
- disoccupati che intendono frequentare corsi di formazione

In fase di sottoscrizione del patto di servizio, si decide la definizione di un piano di azione individuale all'interno del quale sono contenute tutte le azioni da fare per l'inserimento o reinserimento nel mondo del lavoro.

## Il patto di servizio in ambito lavoro
La sottoscrizione del Patto di servizio è la condizione formale ed indispensabile per attivare le azioni che discendono dal progetto offerto, ivi compreso il Piano di azione individualizzato.
La sottoscrizione è a cura di entrambe le parti, e le responsabilità come i compiti sono a carico sia del personale del CPI che della persona che ha richiesto l'intervento.
Queste le prassi per redigere il Patto di Servizio:
- Effettuazione di un colloquio individuale con un orientatore del Centro per l'Impiego
- Redazione di un documento cartaceo contenente i seguenti elementi:
  1. Cognome, nome e codice fiscale dell'utente,
  2. Conferma dello stato di disoccupazione
  3. Disponibilità e/o indisponibilità a determinate tipologie di lavoro,
  4. Misure per migliorare l'occupabilità,
  5. Misure per la ricerca attiva del lavoro,
  6. Eventuale rinvio ad altri servizi
  7. Informazione sulle conseguenze del mancato rispetto degli impegni assunti,
  8. Scadenza del documento e verifica periodica
- Sottoscrizione del Patto da parte dell'utente e dell'operatore del Centro per l'Impiego

In particolare il CPI si impegna ad offrire i seguenti servizi:
- accoglienza del lavoratore/disoccupato
- illustrazione del percorso/progetto e degli obiettivi che si vuole raggiungere
- consulenza per l'analisi e l'individuazione dei bisogni professionali, anche a partire da una rivisitazione dello storico professionale
- costruzione di un piano di azione individualizzato, che diventa parte integrante e sostanziale dello stesso Patto. Il Piano deve prevedere le disponibilità della persona nei confronti di proposte formative e/o lavorative, esplicandone anche le motivazioni. Fra i servizi si possono prevedere: colloqui di orientamento, tirocini o w.e., voucher per la partecipazione a percorsi formativi, colloqui di inserimento in azienda, candidature ad offerte di lavoro
- consulenza per stesura di c.v.
- consulenza per la preparazione a colloqui di selezione
- consulenza per l'analisi di un'idea di lavoro autonomo, verifica del business plan, collaborazione al progetto di avvio d'impresa, consulenza sui finanziamenti per il sostegno alla creazione d'impresa
- garanzia di riservatezza delle informazioni ricevute e dei percorsi concordati, fatti salvi gli scambi di informazione con altri servizi pubblici che partecipano allo sviluppo del progetto

La persona si impegna invece a:
- sostenere il colloquio con l'operatore del CPI per definire il bisogno e iniziare a definire ed impostare il Piano di azione individualizzato
- partecipare agli incontri, ai colloqui, ai progetti e percorsi definiti precedentemente con l'operatore e facenti parte del Piano di azione individualizzato
- candidarsi per gli annunci di lavoro compatibili con il proprio profilo professionale, anche con il supporto consulenziale dell'operatore del CPI
- sostenere eventuali colloqui di inserimento/selezione con aziende selezionate dal CPI
- comunicare entro 24 ore all'operatore del CPI:
  - situazioni, fatti o motivazioni che impediscono la partecipazione della persona al servizio proposto dal CPI
  - cambio del domicilio
  - accettazione di un'offerta di lavoro, anche se a tempo determinato
  - partecipazione ad un percorso formativo
- leggere ed accettare le modalità di svolgimento del Piano, le regole del Patto e le eventuali sanzioni e conseguenze derivanti dall'inosservanza di quanto concordato

### La riforma dei CPI
La riforma del collocamento ha posto al centro del sistema la responsabilizzazione dei soggetti coinvolti: da un lato il lavoratore si impegna con il sistema dei Servizi Pubblici per l'Impiego (Spi) a rendersi parte attiva nella ricerca di un lavoro e nel rafforzare la propria occupabilità; dall'altro lato, il Cpi predispone gli strumenti e individua i percorsi per sostenere il lavoratore disoccupato in questo suo compito, al fine di ridurre al minimo la durata di tale ricerca. Compito che comporta il dover predisporre “pacchetti” di politica attiva da destinare ai target individuati direttamente dalla Legge.
Il ricorso ad un patto che vincola l'utente e il Cpi a rispettare una serie di impegni reciproci. In particolare, tale accordo, che spesso prende il nome di “Patto di servizio”, prevede la cosiddetta “presa in carico” dell'utente da parte del Centro per l'impiego, individuando le azioni che il Cpi si impegna a proporre all'utente, e al contempo vincolando quest'ultimo a parteciparvi, pena la perdita dello status di disoccupazione. È un sistema che si pone, in prospettiva, come propedeutico ad un approccio tipico di un modello welfare-to-work, che cerca di legare l'erogazione di una politica passiva (sussidio), al concorso attivo dell'utente disoccupato nella ricerca del lavoro. Per quanto l'introduzione del Patto presenti tali caratteristiche solo ad un livello, per così dire, “embrionale” e comunque semplificato, è comunque uno strumento che ha conosciuto negli anni un progressivo successo...

## Motivazioni
Le motivazioni che sottendono i diversi Patti di servizio promossi dai CPI fanno riferimento esplicito agli obiettivi strategici che i Servizi di Politica Attiva del Lavoro delle Province e Regioni Italiane intendono perseguire, fra questi:
- Educare tutti gli attori del sistema alla corresponsabilità attiva
- Sperimentare l'attuazione dei cambiamenti proposti dalla Riforma del MdL
- Promuovere una nuova cultura del lavoro centrata sull'integralità della persona e sulla valorizzazione del capitale umano

Inoltre, fra le motivazioni che promuovono i Patti di servizio possiamo citare:

- La necessità di promuovere l'innovazione, la qualità e la crescita occupazionale con interventi sul territorio con l'obiettivo di rendere vicini e accessibili i servizi.
- La necessità di ampliare la conoscenza dei mercati di lavoro locali, erogare offerta formativa e lavorativa congrua ai percettori di forme di sostegno al reddito.

## Attori
A seconda del progetto da cui scaturisce il Patto di Servizio, fra gli attori possiamo avere:
- Ministero del Lavoro
- Regione
- Provincia
- ASL
- Persona.

## Rispetto del patto e conseguenze
Il partecipante si impegna a sostenere colloquio di orientamento iniziale per impostare il proprio percorso di qualificazione professionale e di inserimento lavorativo, a rispondere a congrue offerte di lavoro, a partecipare a tutte le azioni individuate dal piano di azione individuale personalizzato. In caso non rispetti queste condizioni viene cancellato dalle liste di disoccupazione e di ricerca attiva del lavoro.
La perdita dello stato di disoccupazione avviene in caso di mancato rispetto delle misure definite all'interno del Patto di servizio con il servizio competente.
In particolare causano la perdita dello stato di disoccupazione:
- mancata presentazione, senza giustificato motivo, al colloquio d'orientamento;
- mancata presentazione nei termini concordati, senza giustificato motivo, agli eventuali successivi colloqui;
- mancata adesione senza giustificato motivo ad iniziative finalizzate all'inserimento lavorativo, alla formazione e/o alla riqualificazione proposta dai servizi competenti secondo le modalità concordate nel Patto di servizio;
- rifiuto di una congrua offerta di lavoro avente le seguenti caratteristiche:
  - lavoro a tempo pieno ed indeterminato oppure a tempo determinato ovvero temporaneo con durata del contratto a termine o della missione in entrambi i casi superiore a otto mesi o quattro mesi se si tratta di giovani;
  - distanza dal domicilio della persona in cerca di lavoro non superiore a 50 km;
  - tempi di trasporto con mezzi pubblici non superiori a 60 minuti.

Ai fini della determinazione della congruità dell'offerta, il servizio competente terrà conto della compatibilità alle disponibilità espresse dalla persona in cerca di lavoro nel percorso personalizzato definito con il Patto di servizio e, se disoccupata, dell'omogeneità delle esperienze lavorative in precedenza svolte.
Se la persona è inoccupata, il Servizio competente terrà conto della compatibilità alle disponibilità espresse dalla stessa nel Patto di servizio ed alla formazione professionale e/o scolastica maturata.
...